# OfficeTalk
OfficeTalk是由施乐帕洛阿尔托研究中心的Clarence A.Ellis和Gary J. Nutt等人于1970年代后期至1980年代中期开发的系列试验系统。OfficeTalk在早期的办公自动化领域和工作流领域中产生了深远的影响。OfficeTalk系统是我们已知最早的在个人计算机上采用桌面隐喻的图形用户界面系统；同时它也是最早的支持工作流的系统之一。
OfficeTalk系列包括：OfficeTalk-Zero, Backtalk, OfficeTalk-P和OfficeTalk-D。
OfficeTalk采用的流程建模工具称之为ICN（Information Control Net）。

## 脚注
1. ↑  Baecker, Ronald M. . Morgan Kaufmann. 1995: 65. ISBN 9781558602465.